# Nyercsinszki járás
A Nyercsinszki járás (oroszul Нерчинский район) járás Oroszország Bajkálontúli határterületén. Székhelye Nyercsinszk.
A járást 1926-ban hozták létre. 

## Népessége
- 2002-ben 27 225 lakosa volt.
- 2010-ben 28 455 lakosa volt.